# Tutti i brividi del mondo
Tutti i brividi del mondo (Цялата тръпка на света) е деветият студиен албум на италианската певица Анна Окса, издаден на 26 юни 1989 година от музикалната компания CBS.

## Песни
1. L'ombra (Сянката) – (Джани Белено)
2. Tutti i brividi del mondo (Цялата тръпка на света) – (Франко Чани, Джани Белено, Виторио Де Скалци)
3. Fotografando (Заснемайки) – (Джани Белено)
4. Elena (Елена) – (Фио Дзаноти, Франко Фазано, Фабрицио Берлинчони, Франко Чани, Джани Белено, Виторио Де Скалци)
5. Telefonami (Обади ми се) – (Джани Белено)
6. Più su (По-високо) – (Джани Белено)
7. La statua (Статуята) – (Джани Белено)
8. Avrei voluto (Искаше ми се) – (Франко Фазано, Фабрицио Берлинчони, Франко Чани) (с Фаусто Леали)

|  | Тази страница частично или изцяло представлява превод на страницата Tutti i brividi del mondo в Уикипедия на италиански. Оригиналният текст, както и този превод, са защитени от Лиценза „Криейтив Комънс – Признание – Споделяне на споделеното“, а за съдържание, създадено преди юни 2009 година – от Лиценза за свободна документация на ГНУ. Прегледайте историята на редакциите на оригиналната страница, както и на преводната страница, за да видите списъка на съавторите. ВАЖНО: Този шаблон се отнася единствено до авторските права върху съдържанието на статията. Добавянето му не отменя изискването да се посочват конкретни източници на твърденията, които да бъдат благонадеждни. |